# Lester Sumrall
Lester Frank Sumrall (* 15. Februar 1913 in New Orleans; † 28. April 1996) war ein ordinierter US-amerikanischer Geistlicher der Assemblies of God und Gründer der LeSEA, einer Missions- und Rundfunkgesellschaft.

## Leben und Wirken
Sumrall wurde als Sohn von Betty und George Sumrall in New Orleans im US-Bundesstaat Louisiana geboren und wuchs in Pensacola in Florida auf. Als Knabe litt er unter der Vitaminkrankheit Pellagra, die Heilung davon wurden den Gebeten seiner Mutter und ihrer Frauengebetsgruppe zugeschrieben. Am 15. Februar 1930 wandte er sich im Gebet Gott zu, er erholte sich auf wundersame Weise von einer monatelangen, schweren Tuberkuloseerkrankung, verließ sein Zuhause mit einer Koffer und begann das Evangelium von Jesus Christus zu predigen. In Florida, Louisiana und Tennessee hielt er viele kleinere Evangelisationsversammlungen in Schulgebäuden und Kirchen ab, später gründete er eine Kirchengemeinde in Green Forest in Arkansas und wurde schließlich 1932 in der pfingstlerisch geprägten Assemblies of God-Kirchenvereinigung zum Pastor ordiniert.
Etwa 1931 lernte Sumrall den britischen Bibellehrer des Hampstead Bible College Alfred Howard Carter an einer Bibelkonferenz in Eureka Springs in Arkansas kennen, der bis zu seinem Tod 1971 ein väterlicher Freund und Ratgeber war. Vom 21. November 1934 bis ins Jahr 1936 reiste Sumrall mit Carter als Evangelist nach Australien, Asien und Europa. Eine erste Ankunft erfolgte im Hafen von Sydney, dann folgte eine Zeltevangelisation in Brisbane. Die Evangelisations- und Predigtreise ging weiter nach Java, Singapur, Hongkong, China, Japan und Korea. Über Sibirien, Russland, Polen, Deutschland, Norwegen und Schweden kehrten sie nach Großbritannien, der Heimat Carters, zurück. 1936 lernte er in Wales an einer Bibelstudienkonferenz den Evangelisten Smith Wigglesworth kennen, der darauf sein persönlicher Lehrer und Mentor wurde. Im September 1939 musste er als Amerikaner Großbritannien wegen Beginn des Zweiten Weltkrieges innert zehn Tagen verlassen und kehrte in die USA zurück.
1942 reiste Sumrall als Evangelist nach Südamerika, da er als Pfingstprediger nicht Militärgeistlicher in der US-Armee werden konnte. In Buenos Aires lernte er Louise Layman kennen, am 30. September 1944 heirateten sie, zusammen hatten sie drei Söhne. Nach einer einjährigen Hochzeits- und Missionsreise nach Süd- und Mittelamerika siedelten sie sich zuerst in Springfield in Missouri an, wo 1946 ihr erster Sohn Frank geboren wurde. Nur wenig später zogen sie nach  South Bend um, wo Sumrall Pastor einer kleinen Gemeinde am Stadtrand wurde. Er überzeugte die Kirche im Stadtzentrum ein Gebäude zu bauen mit dem Namen Calvary Temple, die auch Cathedral of Praise genannt wurde. In kurzer Zeit nahm der Gottesdienstbesuch auf 2.500 Personen zu. Auch Oral Roberts und andere bekannte Evangelisten wurden von Sumrall eingeladen, um in dieser Kirche zu predigen.
Seine Reisetätigkeit führte ihn 1950 nach Manila auf den Philippinen, wo er eine Reihe erwecklicher Veranstaltungen durchführte, danach ein Zentrum für Evangelisation und die Gemeinde Bethel Temple gründete. Sumrall kehrte 1953 in die USA zurück, er entfernte sich zunehmend von der Assemblies of God-Kirchenvereinigung. Im Jahr 1957 gründete Sumrall schließlich die Lester Sumrall Evangelistic Association (LeSEA), eine christliche Rundfunkgesellschaft, die unter anderem seit 1968 das Radioprogramm WHME 103.1 und seit Anfang der 1970er Jahre auch das TV-Programm World Harvest Florida Television (WHFT) sendete.  LeSEA unterhielt verschiedene Radio- und Fernsehsender, ein Waisenhaus, das World Harvest Bible College und war Herausgeber eines Magazins unter dem Namen World Harvest. Sumrall galt als der „Vater des christlichen Fernsehens“. 1973 sicherte er sich die Lizenz für das erste christliche 24-Stunden Fernsehprogramm bei der Federal Communications Commission (FCC) und startete WHMB Christian Television in Noblesville (Indiana). Im 21. Jahrhundert heißt die Nachfolgeorganisation und Mediengesellschaft Family Broadcasting Corporation, die acht Radiostationen und 15 Fernsehsender umfasst. Noch als 74-Jähriger gründete er 1987 mit dem Geschäftsmann Don Tipton die Hilfsorganisation Feed the Hungry, die Lebensmittel, Kleidung und medizinische Güter in Hafenstädte notleidender Länder brachte.
Sumrall konnte bis kurz vor seinem Tod predigen, er starb am 28. April 1996 im Alter von 83 Jahren.

## Werke
- Miracles Don't Just Happen, 1979
- The Gifts and Ministries of the Holy Spirit, 1982
- My Story to his Glory, 1983
- Faith to Change the World, 1983